# 阿尔特奈战役
阿尔特奈战役（德語：Gefecht bei Artenay），是1870年10月10日普法战争期间，法国在卢瓦雷省的奥尔良西北部的阿尔特奈地区，与普鲁士王国和巴伐利亚王国的一场战役。

## 背景
普法战争爆发后，法兰西第二帝国在1870年9月2日的色当会战中经历重大失败，法皇拿破仑三世也被普鲁士俘虏。普鲁士王国随着联同巴伐利亚王国和北德意志联邦的军队向法国腹地推进，并包围了首都巴黎。
为了确保普军从巴黎向南部的攻势，路德维希·萨姆森·海因里希·亚瑟·冯·弗雷尔领导的巴伐利亚军团于1870年10月开始被派往卢瓦尔河地区驻扎，目的是征服法军聚集在奥尔良的联合军团。为了加强巴伐利亚军团的实力，军团加入了普鲁士第22师和第17师，以及第2和第4骑兵师，组成巴伐利亚第一军团。10月8日，普军推进到埃唐普。 之后在10月9日，普军的骑兵和先锋队在昂热维尔与法军进行了小规模的战斗，法国当地的守军沿着昂热维尔到埃唐普的路线向着奥尔良方向撤离。
10月10日，法国国防政府命令驻扎在奥尔良北部的约瑟夫·爱德华·德拉·默特·罗格率领第15军前往奥尔良驻守，并接管在当地聚集的法国军队。巴伐利亚第一军团在经过前一天的战斗后，急行军前进了20-25公里，并于10月10日到达了阿尔特奈附近的村庄。

## 战役过程
巴伐利亚第一军团约14,000人，拥有约80门大炮，亚瑟·冯·弗雷尔率领的巴伐利亚步兵位于军团中央，由威廉·祖斯托伯格-韦尼格罗德率领的第2骑兵师担任右翼部队，普鲁士弗雷德里克·亨利·阿尔伯特亲王率领的第4骑兵师担任左翼部队。
由于法军的防御重点是奥尔良地区，在阿尔特奈的法国守军很快就被普军击败。巴伐利亚军的炮兵队从中央阵地向法国阵地开火，但法军部署在Assas高地上的炮台给了从中央进攻的普军很大麻烦，巴伐利亚军的炮兵用了一点时间才除掉了这个炮台。亚瑟·冯·弗雷尔下令普军骑兵师从法军的左右两翼进攻，对阿尔特奈形成了三面包围，在与法军步兵进行了短兵相接后，普军成功俘虏了许多法军和收获众多武器。直到下午4点左右，阿尔特奈才被巴伐利亚第一军团占领，法军损失了约900名死伤者，普军则损失了约200名士兵。

### 奥尔良战役

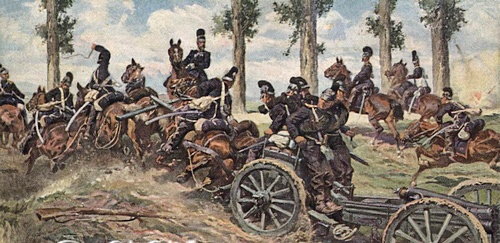
1870年10月11日，普军在奥尔姆的大炮战役中战斗

法军继续朝着奥尔良方向撤退，巴伐利亚军于10月11日在奥尔良北部的奥尔姆的发生小规模的战斗。在激烈的大炮战役中，巴伐利亚的指挥官弗朗兹·威尔因表现出色，他被授予了马克斯·约瑟夫军功勋章。之后普军从四面八方入侵奥尔良市，巴伐利亚第3旅进入市集广场时蒙受了惨重损失，但普军最终成功占领了该城市。在第一次奥尔良战役中，普军损失了约60名军官和1200名士兵，而法国则有3,000名士兵被俘虏。

## 后续
1870年10月18日，普鲁士第22师和第4骑兵师撤出了巴伐利亚军团，加入包围巴黎的攻城部队。法国第15军则以较少的损失成功撤出了奥尔良市，德拉·默特·罗格随后被解除了法国联合军团的指挥权，由路易斯·让·巴普蒂斯特·德·奥雷勒·德·帕拉丁斯接任成为法军新的领导人。奥雷勒·德·帕拉丁斯随后在法国第16军（由安托万·尚兹指挥）抵达后，与第15军组成了卢瓦尔军团，并继续留在奥尔良附近的卢瓦尔河集结士兵和进行训练。
11月7日，普军发现了户瓦尔军团的一部分后，在11月8日晚上至9日，亚瑟·冯·弗雷尔下令在奥尔良的巴伐利亚军团移动到库尔米耶尔地区驻扎。在库尔米耶尔战役中战败后，巴伐利亚军撤退到阿尔特奈，并占领了当地部分地区，继续与法军对战。1870年12月3日，在普鲁士腓特烈·卡尔亲王的指挥下，普鲁士第2军团发起了第二次奥尔良战役，并与弗里德里希·弗朗茨二世领导的军团的部分兵力联合进攻，成功重新占领回奥尔良，并将法军户瓦尔军团分为了两部分，阻止了法军解救巴黎的计划。